# Амалиенборг

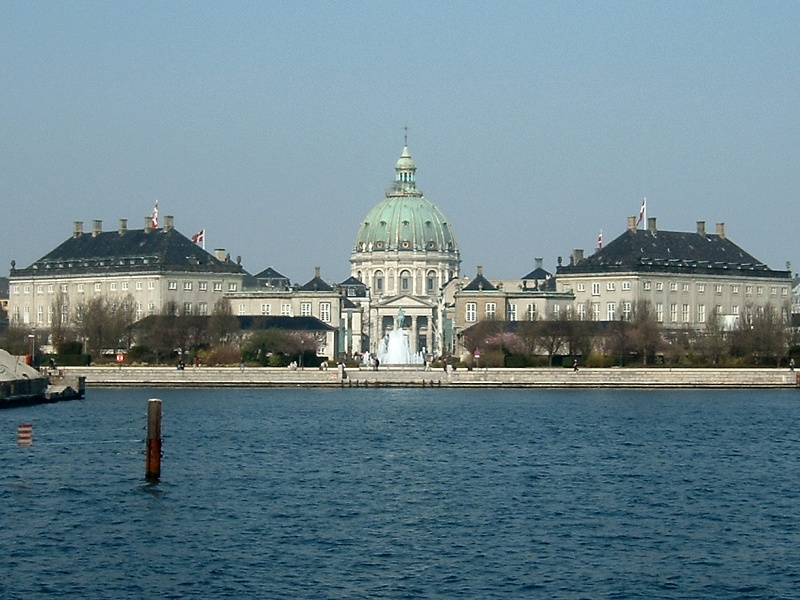
Вид со стороны Копенгагенского оперного театра, с Мраморной церковью посередине

Королевский дворец Амалиенборг (дат. Amalienborg) — архитектурный комплекс в Копенгагене, официальная резиденция монарха Дании Фредерика X.
Построен в годы правления короля Фредерика V (1746—1766). Автор проекта Николай Эйтвед..
Название своё получил от имени жены Фредерика III, королевы Софии Амалии, которая в 1673 году построила на этом месте дворец под названием Софи Амалиенборг (дат. Sophie Amalienborg), сгоревший при пожаре в 1689 году.
Архитектурный ансамбль архитектора Николая Эйтведа состоит из четырёх отдельно стоящих зданий с почти одинаковыми фасадами в стиле рококо (здания отличаются ещё и количеством печных труб), которые вместе с флигелями обрамляют восьмиугольную площадь, посредине которой возвышается конная статуя Фредерику V в образе римского императора, работы французского скульптора Жака Сали.
Ансамбль был заложен по указанию самого короля Фредерика V к 300-летнему юбилею коронации Кристиана I, родоначальника Ольденбургской королевской династии.
Амалиенборг стал выполнять роль королевской резиденции после пожара дворца Кристиансборг в феврале 1794 года.

## Особняк Кристиана VII
Возведён в 1750—1754 годах для гофмаршала Мольтке, откуда и второе название особняк Мольтке. После пожара дворца Кристиансборг в 1794 году, когда королевская семья осталась без крова, король Кристиан VII приобрёл особняк в своё пользование.
С 1808 года здание используется для двора Фредерика VI. В 1852—1885 годах здесь находилось Министерство Иностранных дел. С 1885 года особняк используется исключительно для гостей королевской семьи и презентаций.

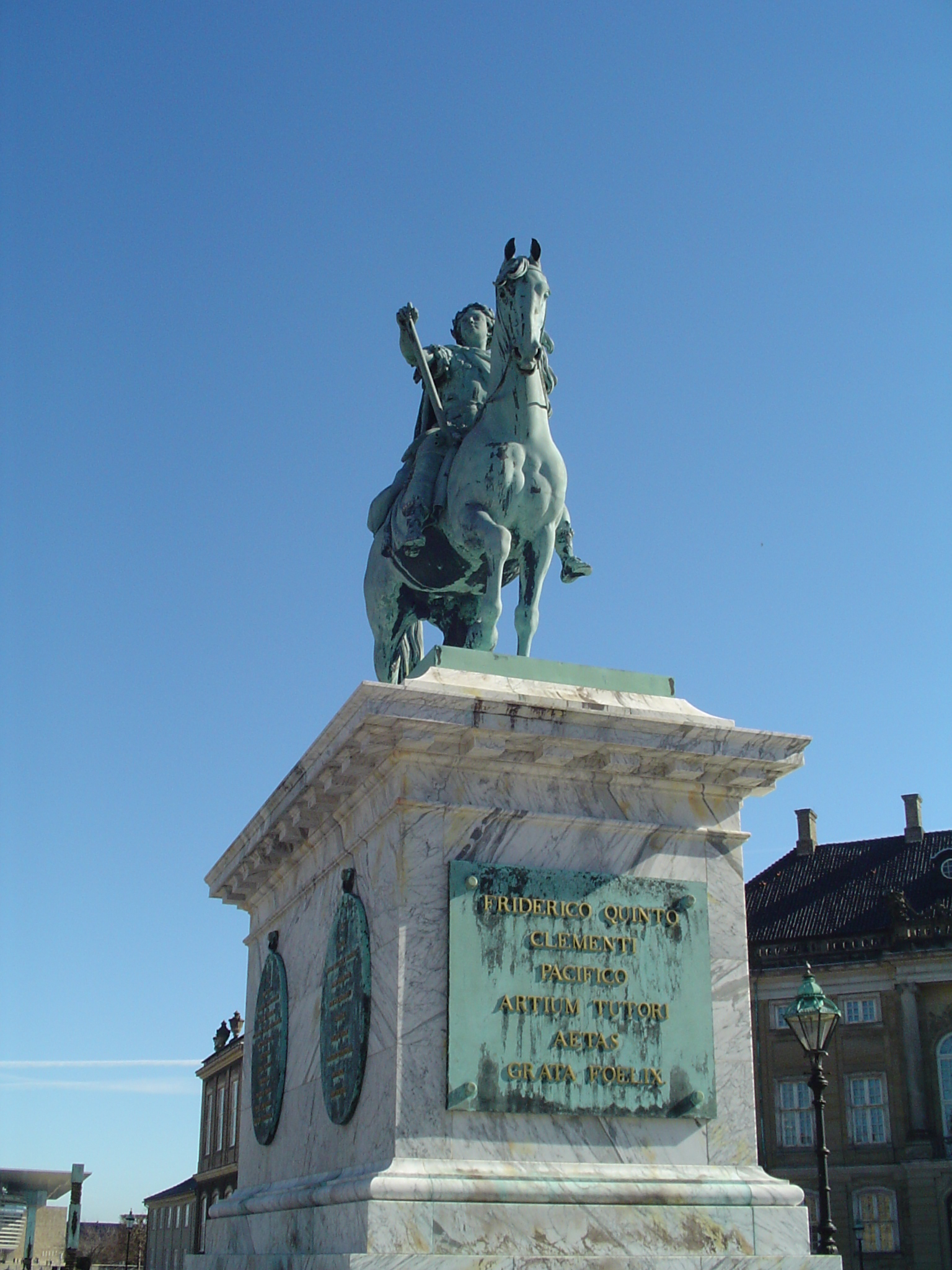
Конная статуя Фредерика V в центре Амалиенборгской площади

На короткое время был резиденцией наследника престола Фредерика IX и кронпринцессы Ингрид, а также королевы Маргрете II и принца Хенрика в период реставрации их личных резиденций.
В 1971—1975 годах в помещениях особняка была оборудована детская комната, а позднее учебный класс для принцев Фредерика и Йоакима.
В 1982 году началась реставрация фасада здания, а в 1971—1975 годах произведена реставрация интерьеров.

## Особняк Кристиана VIII
Особняк Кристиана VIII (дат. Christian VIII Palæ), известный так же под названием особняка Левецау, от имени бывшего члена тайного совета К. Ф. Левецау (дат. Christian Frederik Levetzau) был построен в 1750—1760 годах. Дворец был куплен казной в 1794 году для наследника принца Фредерика. Внутренние интерьеры были модернизированы и отделаны в стиле французского ампира архитектором Николаем Абилдгором (дат. Nicolai Abildgaard). После смерти в 1805 году наследного принца особняк перешёл к его сыну, принцу Кристиану Фредерику. После восшествия в 1839 году Кристиана на престол, особняк стал называться именем короля Кристиана VIII.
В 1848 году Кристиан VIII скончался, в 1881 году скончалась его вдова, королева Каролина. С 1885 по 1898 годы в здании располагалось Министерство Иностранных дел Дании. Позднее здесь поселился наследный принц Кристиан (в 1912 году, взошедший на трон как Кристиан Х) со своей супругой. После смерти Кристиана Х в 1947 году через несколько лет здесь поселился наследный принц Кнуд.
В 1980-х годах интерьеры дворца Кристиана VIII были отреставрированы. Сегодня здесь находится королевская библиотека, залы для приемов и Музейное собрание королевской ветви Глюксбургов.
Особняк Кристиана VIII или «особняк Левецау» открыт для публичного посещения.

## Особняк Фредерика VIII
Особняк Фредерика VIII, или особняк Брокдорфа (дат. Brockdorffs Palæ), был построен в 1750—1760 для барона Йоакима Брокдорфа (дат. Joachim Brockdorff). После его смерти в 1763 году дворец перешёл в собственность гофмаршала Мольтке. Через два года особняк приобрёл король Фредерик V.
С 1767 года особняк использовался в качестве Кадетской Академии.
Затем Фредерик VI передал особняк своей дочери, принцессе Вильгельмине Марии, обручившейся с престолонаследником Фредериком VII. После распада этого брака в 1837 году и до 1869 года, когда сюда вселился следующий наследный принц Фредерик, особняк служил различным членам королевской фамилии. Престолонаследник стал королём Фредериком VIII в 1906 году, откуда и происходит теперешнее название особняка.
После реставрации особняка в 1934 году он перешёл в пользование следующего престолонаследника, Фредерика IX и кронпринцессы Ингрид. Оставшись впоследствии вдовой, королева Ингрид проживала в особняке вплоть до своей кончины в ноябре 2000 года.

## Особняк Кристиана IX

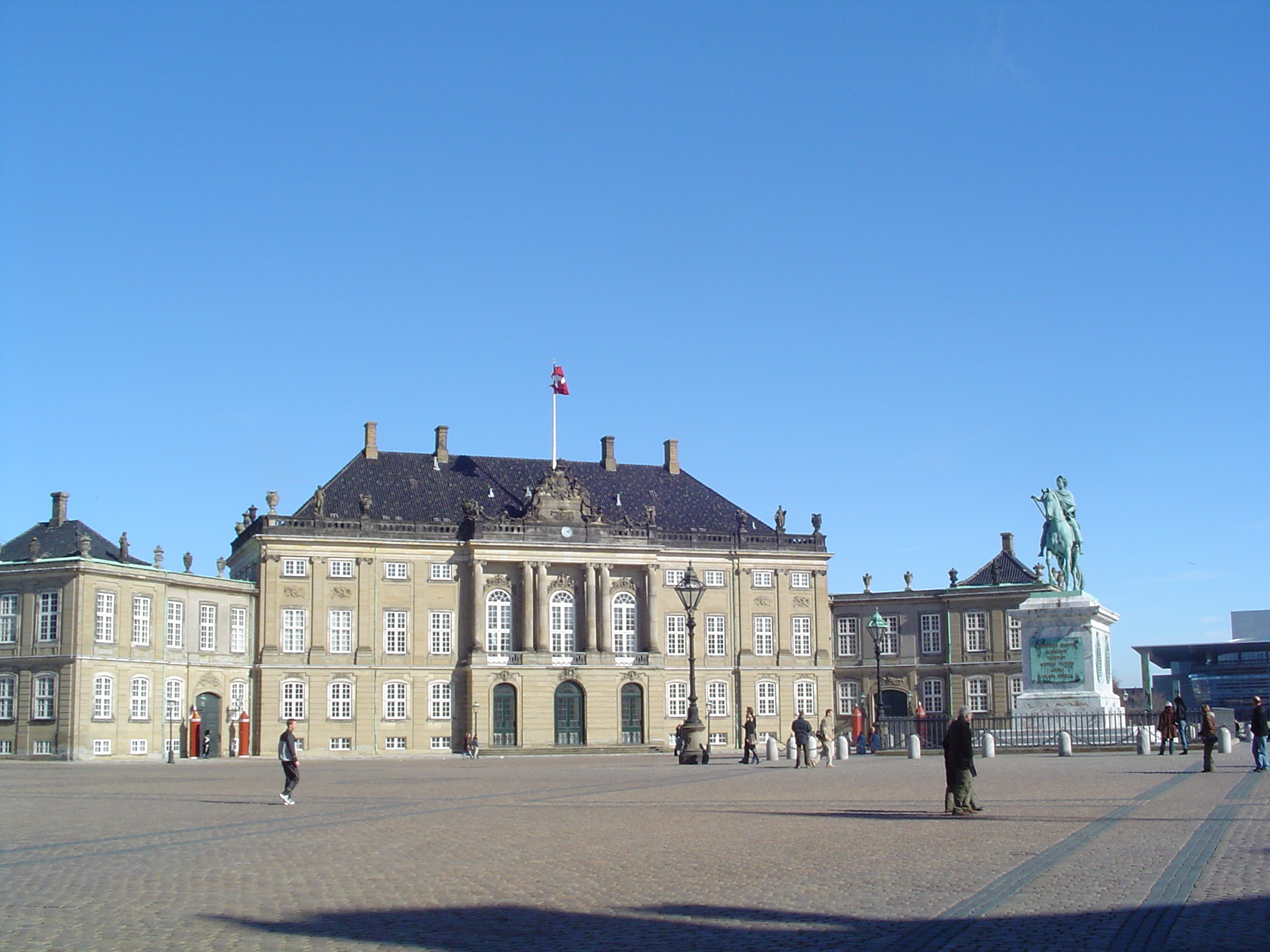
Один из четырёх особняков, составляющих Амалиенборг

Известный под именем особняка Шак начал возводиться в 1750 году. Четыре года позднее тайный советник Северин Левенскъельд (дат. Severin Løvenskiold) снял принятые на себя экономические обязательства по строительству и здание перешёл во владение графини А. С. Шак (дат. Anne Sophie Schak), которая передала его своему приёмному сыну Хансу Шаку. Последний же в 1757 году становится зятем фельдмаршала Мольтке, который в свою очередь не только ссудил деньги на завершение строительства, но и выделил лучших мастеровых для отделки внутренних интерьеров.
После пожара Кристиансборга особняк был приобретён для престолонаследника Фредерика VI. Здание соединили переходом с особняком Мольтке (особняк Кристиана VII) галереей на уровне второго этажа, несомой восемью ионическими колоннами, что не препятствует движению транспорта на прилегающей улице Amaliegade.
С 1839 года здание использовалось для Верховного Суда и Министерства Иностранных дел.
В 1863 году особняк перешёл в личное пользование Кристиана IX, в связи с чем он обрёл своё существующее до сих пор название. Прозванный «Свёкром Европы», Кристиан прожил здесь до своей смерти в 1906 году.
В 1967 году особняк Кристиана IX перешёл в пользование принцессы Маргрете и принца Хенрика.
Особняк Кристиана IX является официальной резиденцией Её Величества Королевы Дании Маргрете II.

## Дополнительная информация
Первоначальный дворец Sophie Amalienborg, располагавшийся на этом месте, сгорел в результате пожара, возникшего в придворном театре во время оперного спектакля. В документах указывается, что погибло 171 человек. Здание не восстанавливалось.
Архитектурный ансамбль Амалиенборг имеет протяженность с севера на юг 203 м, а с востока на запад 195 м. Восьмиугольная площадь не имеет равных сторон. Стороны занимаемые зданиями имеют протяженность в 46 м, сторона примыкающая к улице Amaliegade протяженностью почти в 60 м, а со стороны улицы Frederiksgade около 56 м.
На фасаде особняка Кристиана VII, или особняка Мольтке, при его возведении красовался королевский Орден Слона, так как владелец, гофмаршал Адам Готлиб Мольтке являлся рыцарем Ордена. С ходом времени эта деталь была утеряна и лишь при реставрации особняка в 2003 году восстановлена. Теперь Орден Слона на фасаде здания появляется ближе к концу нисходящего года.
Во время Второй мировой войны под двумя зданиями был прорыт подземный тоннель. Эта необходимость была продиктована желанием избежать возможности захвата членов королевской семьи в качестве заложников.
В историко-архитектурный ансамбль Амалиенборг входят:
- Особняк Кристиана VII или особняк Мольтке.
- Особняк Кристиана VIII или особняк Левецау. Резиденция наследника престола.
- Особняк Фредерика VIII или особняк Врокдорфа.
- Особняк Кристиана IX или особняк Шак. Резиденция королевы.
- Колоннада, соединяющая особняки Мольтке и Шак.
- Манеж, прилегающий к особняку Мольтке со стороны улицы Frederiksgade.
- Особняк Бернстофф (дат. Bernstorffs Palæ), со стороны улицы Bredgade. Частное владение.
- Особняк Ден (дат. Dehns Palæ), со стороны улицы Bredgade. Частное владение.
- Церковь Фредерика, известная как Мраморная Церковь.
- Конная статуя Фредерика V.
- Разбитый со стороны гавани парк (дат. Amaliehaven).

На дворцовой площади происходит торжественная смена караула Её Величества королевы Дании Маргрете II.